# Beaumont-Village
Beaumont-Village è un comune francese di 258 abitanti situato nel dipartimento dell'Indre e Loira nella regione del Centro-Valle della Loira.

## Società

### Evoluzione demografica
Abitanti censiti